# Devprayag
Devprayag est une ville et un nagar Panchayat situé dans le district de Tehri Garhwal, dans l’État de l'Uttarakhand au nord de l'Inde.
Le nom signifie « confluence (prayag) des dieux (Dev) » puisque c'est dans cette localité que confluent la Bhagirathi et l'Alaknanda, les deux rivières qui forment le Gange, et c'est à Devprayag que débute à proprement parler le fleuve qui porte ce nom. Cette confluence ainsi que le temple de Raghunathji (en) qui se trouve sur les hauts de la ville font de Devprayag un lieu de pèlerinage important pour les hindous.

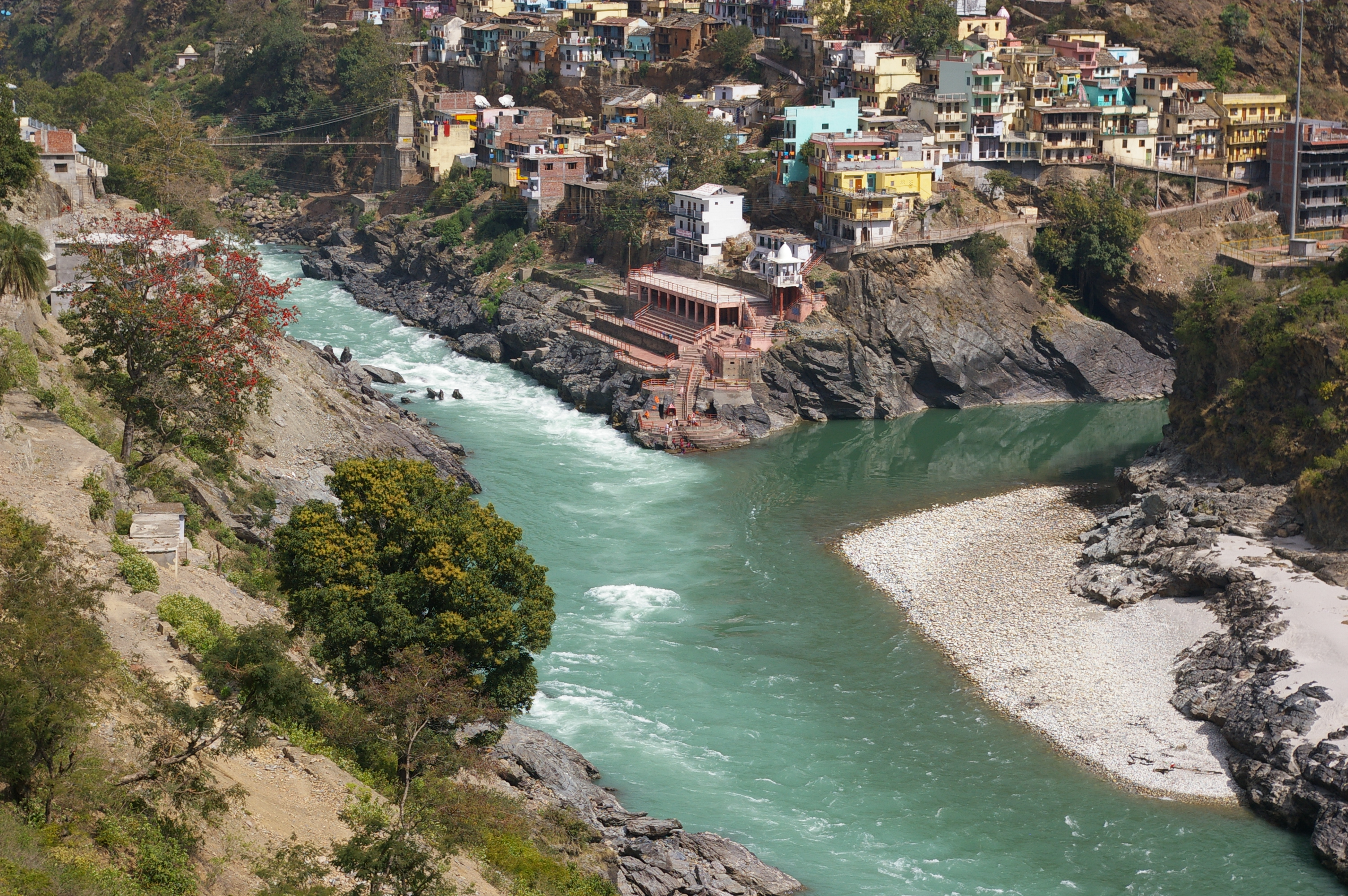
Devprayag - Confluence des rivières Bhagirathi (venant de la gauche) Alaknanda (venant depuis la droite)